# Grant Connell
Grant Connell (Regina, 17 de Novembro de 1995) é um ex-tenista profissional canadense.

## Duplas (22 títulos)
| Legenda                     |
| Grand Slam (0)              |
| Tennis Masters Cup (1)      |
| ATP Masters Series (3)      |
| ATP Championship Series (8) |
| ATP Tour (10)               |

| Títulos por Piso |
| Duro (13)        |
| Saibro (2)       |
| Grama (1)        |
| Carpete (6)      |

| Posição   | N.  | Data              | Torneio                         | Piso     | Parceiro          | Oponentes                          | Placar             |
| --------- | --- | ----------------- | ------------------------------- | -------- | ----------------- | ---------------------------------- | ------------------ |
| Vice      | 1.  | 30 Marçp 1987     | Nancy, França                   | Carpete  | Larry Scott       | Ramesh Krishnan Claudio Mezzadri   | 4–6, 4–6           |
| Campeão   | 1.  | 22 Agosto 1988    | Livingston, EUA                 | Duro     | Glenn Michibata   | Marc Flur Sammy Giammalva, Jr.     | 2–6, 6–4, 7–5      |
| Vice      | 2.  | 10 Outubro 1988   | Brisbane, Austrália             | Duro (i) | Glenn Michibata   | Eric Jelen Carl-Uwe Steeb          | 4–6, 1–6           |
| Vice      | 3.  | 29 Janeiro 1990   | Australian Open, Melbourne      | Duro     | Glenn Michibata   | Pieter Aldrich Danie Visser        | 4–6, 6–4, 1–6, 4–6 |
| Vice      | 4.  | 26 Fevereiro 1990 | Philadelphia, EUA               | Carpete  | Glenn Michibata   | Rick Leach Jim Pugh                | 6–3, 4–6, 2–6      |
| Campeão   | 2.  | 23 Abril 1990     | Seul, Coreia do Sul             | Duro     | Glenn Michibata   | Jason Stoltenberg Todd Woodbridge  | 7–6, 6–4           |
| Campeão   | 3.  | 23 Julho 1990     | Washington, D.C., EUA           | Duro     | Glenn Michibata   | Jorge Lozano Todd Witsken          | 6–3, 6–7, 6–2      |
| Vice      | 5.  | 20 August 1990    | Indianapolis, EUA               | Duro     | Glenn Michibata   | Scott Davis David Pate             | 6–7, 6–7           |
| Vice      | 6.  | 14 Janeiro 1991   | Auckland, Nova Zelândia         | Duro     | Glenn Michibata   | Sergio Casal Emilio Sánchez        | 6–4, 3–6, 4–6      |
| Vice      | 7.  | 4 Março 1991      | Chicago, EUA                    | Carpete  | Glenn Michibata   | Scott Davis David Pate             | 4–6, 7–5, 6–7      |
| Campeão   | 4.  | 29 Abril 1991     | Singapore                       | Duro     | Glenn Michibata   | Stefan Kruger Christo van Rensburg | 6–4, 5–7, 7–6      |
| Vice      | 8.  | 17 Junho 1991     | London/Queen's Club, Inglaterra | Grama    | Glenn Michibata   | Todd Woodbridge Mark Woodforde     | 4–6, 6–7           |
| Vice      | 9.  | 29 Julho 1991     | Montreal, Canadá                | Duro     | Glenn Michibata   | Patrick Galbraith Todd Witsken     | 4–6, 6–3, 1–6      |
| Vice      | 10. | 12 Agosto 1991    | Cincinnati, EUA                 | Duro     | Glenn Michibata   | Ken Flach Robert Seguso            | 7–6, 4–6, 5–7      |
| Vice      | 11. | 13 Janeiro 1992   | Auckland, Nova Zelândia         | Duro     | Glenn Michibata   | Wayne Ferreira Jim Grabb           | 4–6, 3–6           |
| Vice      | 12. | 6 Abril 1992      | Singapore                       | Duro     | Glenn Michibata   | Todd Woodbridge Mark Woodforde     | 7–6, 2–6, 4–6      |
| Vice      | 13. | 24 Agosto 1992    | Indianapolis, EUA               | Duro     | Glenn Michibata   | Jim Grabb Richey Reneberg          | 6–7, 2–6           |
| Campeão   | 5.  | 18 Janeiro 1993   | Auckland, Nova Zelândia         | Duro     | Patrick Galbraith | Alex Antonitsch Alexander Volkov   | 6–3, 7–6           |
| Vice      | 14. | 8 Fevereiro 1993  | Dubai, EAU                      | Duro     | Patrick Galbraith | John Fitzgerald Anders Järryd      | 2–6, 1–6           |
| Vice      | 15. | 9 Maio 1993       | Hamburgo, Alemanha              | Saibro   | Patrick Galbraith | Paul Haarhuis Mark Koevermans      | 4–6, 7–6, 6–7      |
| Vice      | 16. | 5 Julho 1993      | Wimbledon, Londres              | Grama    | Patrick Galbraith | Todd Woodbridge Mark Woodforde     | 6–7, 3–6, 6–7      |
| Vice      | 17. | 26 Julho 1993     | Washington, D.C., EUA           | Duro     | Patrick Galbraith | Byron Black Rick Leach             | 4–6, 5–7           |
| Vice      | 18. | 8 Agosto 1993     | Los Angeles, EUA                | Duro     | Scott Davis       | Wayne Ferreira Michael Stich       | 6–7, 6–7           |
| Campeão   | 6.  | 18 Outubro 1993   | Toquio Indoor, Japão            | Carpete  | Patrick Galbraith | Luke Jensen Murphy Jensen          | 6–3, 6–4           |
| Campeão   | 7.  | 15 Novembro 1993  | Antwerp, Bélgica                | Carpete  | Patrick Galbraith | Wayne Ferreira Javier Sánchez      | 6–3, 7–6           |
| Vice      | 19. | 17 Janeiro 1994   | Auckland, Nova Zelândia         | Duro     | Patrick Galbraith | Patrick McEnroe Jared Palmer       | 2–6, 6–4, 4–6      |
| Runner-up | 20. | 21 Fevereiro 1994 | Stuttgart Indoor, Alemanha      | Carpete  | Patrick Galbraith | David Adams Andrei Olhovskiy       | 7–6, 4–6, 6–7      |
| Campeão   | 8.  | 7 Março 1994      | Indian Wells, EUA               | Duro     | Patrick Galbraith | Byron Black Jonathan Stark         | 7–5, 6–3           |
| Vice      | 21. | 4 Julho 1994      | Wimbledon, Londres              | Grama    | Patrick Galbraith | Todd Woodbridge Mark Woodforde     | 6–7, 3–6, 1–6      |
| Campeão   | 9.  | 25 Julho 1994     | Washington, D.C., EUA           | Duro     | Patrick Galbraith | Jonas Björkman Jakob Hlasek        | 6–4, 4–6, 6–3      |
| Campeão   | 10. | 22 Agosto 1994    | ATP de New Haven, EUA           | Duro     | Patrick Galbraith | Jacco Eltingh Paul Haarhuis        | 6–4, 7–6           |
| Campeão   | 11. | 17 Outubro 1994   | Toquio Indoor, Japão            | Carpete  | Patrick Galbraith | Byron Black Jonathan Stark         | 6–3, 3–6, 6–4      |
| Vice      | 22. | 9 Janeiro 1995    | Adelaide, Austrália             | Hard     | Byron Black       | Jim Courier Patrick Rafter         | 6–7, 4–6           |
| Campeão   | 12. | 16 Janeiro 1995   | Auckland, Nova Zelândia         | Duro     | Patrick Galbraith | Luis Lobo Javier Sánchez           | 6–4, 6–3           |
| Campeão   | 13. | 13 Fevereiro 1995 | Dubai, EAU                      | Duro     | Patrick Galbraith | Tomás Carbonell Francisco Roig     | 6–2, 4–6, 6–3      |
| Campeão   | 14. | 27 Fevereiro 1995 | Stuttgart Indoor, Alemanha      | Carpete  | Patrick Galbraith | Cyril Suk Daniel Vacek             | 6–2, 6–2           |
| Campeão   | 15. | 24 Abril 1995     | Bermuda                         | Saibro   | Todd Martin       | Brett Steven Jason Stoltenberg     | 7–6, 2–6, 7–5      |
| Vice      | 23. | 9 Outubro 1995    | Kuala Lumpur, Malásia           | Carpete  | Patrick Galbraith | Patrick McEnroe Mark Philippoussis | 5–7, 4–6           |
| Campeão   | 16. | 6 Novembro 1995   | Paris Indoor, França            | Carpete  | Patrick Galbraith | Jim Grabb Todd Martin              | 6–2, 6–2           |
| Vice      | 24. | 13 Novembro 1995  | Estocolmo, Suécia               | Duro (i) | Patrick Galbraith | Jacco Eltingh Paul Haarhuis        | 6–3, 2–6, 6–7      |
| Campeão   | 17. | 25 Novembro 1995  | Tennis Masters Cup, Eindhoven   | Carpete  | Patrick Galbraith | Jacco Eltingh Paul Haarhuis        | 7–6, 7–6, 3–6, 7–6 |
| Campeão   | 18. | 19 Fevereiro 1996 | Dubai, EAU                      | Duro     | Byron Black       | Karel Nováček Jiří Novák           | 6–0, 6–1           |
| Vice      | 25. | 4 Março 1996      | Philadelphia, EUA               | Carpete  | Byron Black       | Todd Woodbridge Mark Woodforde     | 6–7, 2–6           |
| Campeão   | 19. | 20 Maio 1996      | Roma, Itália                    | Saibro   | Byron Black       | Libor Pimek Byron Talbot           | 6–2, 6–3           |
| Campeão   | 20. | 24 Junho 1996     | Halle, Alemanha                 | Grama    | Byron Black       | Yevgeny Kafelnikov Daniel Vacek    | 6–1, 7–5           |
| Vice      | 26. | 8 Julho 1996      | Wimbledon, Londres              | Grama    | Byron Black       | Todd Woodbridge Mark Woodforde     | 6–4, 1–6, 3–6, 2–6 |
| Campeão   | 21. | 22 Julho 1996     | Washington, D.C., EUA           | Duro     | Scott Davis       | Doug Flach Chris Woodruff          | 7–6, 3–6, 6–3      |
| Campeão   | 22. | 19 Agosto 1996    | ATP de New Haven, EUA           | Duro     | Byron Black       | Jonas Björkman Nicklas Kulti       | 6–4, 6–4           |